# Favoni
I Favoni (greco: Phauonai, latino: Favonae) furono uno dei popoli germanici settentrionali citati da Tolomeo nella sua Geografia che, secondo lo storico, abitarono la Scandinavia. Non si trova traccia di loro in nessun'altra fonte classica.
Secondo Tolomeo, i Favoni abitavano la Scandia orientale insieme ai Firesi, mentre i Chedini si trovavano nella parte occidentale, i Finni nella parte settentrionale, i Gutae (o Gautae) e i Daucioni nella regione meridionale e i Levoni nella regione centrale.
Nel 1930 Thomas D. Kendrick propose avanzò un'ipotesi, immaginando che i Favoni non si trovassero in Svezia ma sulle coste finlandesi. Questa ipotesi si basa sul fatto che i Levoni citati da Tolomeo abitassero l'odierna Svezia, e che quindi stare ad est rispetto a loro significava stare in Finlandia.